# IBF Falun
IBF Falun – szwedzki wielosekcyjny klub unihokejowy z siedzibą w Falun, założony w 1993 roku. Czterokrotny mistrz Szwecji i trzykrotny zdobywca Pucharu Mistrzów IFF w latach 2013, 2014, 2015

## Sukcesy

### Krajowe
Superliga szwedzka w unihokeju mężczyzn
- 1.miejsce( 4 x ): 2012/13, 2013/14, 2014/15, 2016/17[2]
- 3.miejsce( 3 x ): 2010/11, 2011/12, 2015/16

### Międzynarodowe
Puchar Mistrzów IFF
- 1. miejsce (3 x ) – 2013, 2014, 2015

## Drużyna

### Kadra w sezonie 2015/2016
Skład aktualny na dzień 13 lipca 2016
| Bramkarze           |
| 24 Eric Norberg     |
| 35 Johan Rehn       |
| Obrońcy             |
| 13 Thomas Holmgren  |
| 22 Emil Johansson   |
| 33 Larsson Johannes |
| 57 Jack Kvist       |
| 66 Adam Fernqvist   |
|                     |
|                     |
|                     |

| Napastnicy                     |
| 07 Rasmus Enström              |
| 08 Jonas Adriansson            |
| 09 Alexander Galante Carlström |
| 11 Simon Palmen                |
| 40 Johannes Skog               |
| 68 Casper Backby               |
| 71 Johan Fahlstrom             |
| 77 Simon Cederström            |
| 79 Alexander Hallen            |
| 95 Hassan Hajo                 |
| 27 Ciya Hajo                   |
|                                |